# Lainate

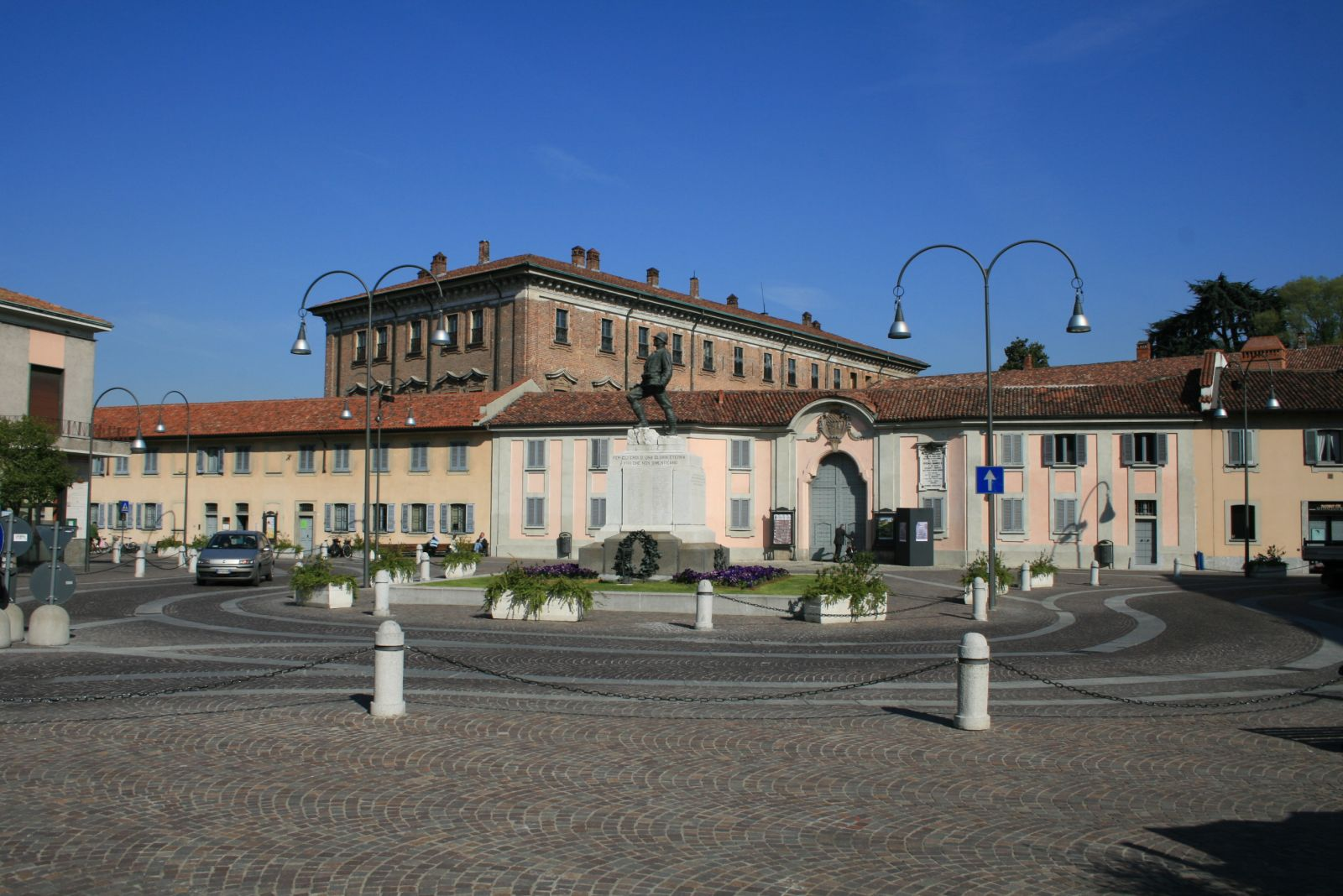
Lainate, Piazza Vittorio Emanuele II (2008)

Lainate ist eine Gemeinde mit 26.327 Einwohnern (Stand 31. Dezember 2023) in der Metropolitanstadt Mailand, Region Lombardei. 
Die Nachbarorte von Lainate sind Caronno Pertusella (VA), Origgio (VA), Garbagnate Milanese, Nerviano, Arese, Rho und Pogliano Milanese.

## Demografie
Lainate zählt 9.544 Privathaushalte. Zwischen 1991 und 2001 stieg die Einwohnerzahl von 21.320 auf 23.660. Dies entspricht einem Zuwachs von 11,0 %.

## Partnergemeinden
- Rosice, Tschechien